# Revolta lui Atlas
Revolta lui Atlas (în engleză Atlas Shrugged, în traducere literală Atlas a ridicat din umeri) este un roman din 1957 de Ayn Rand. Al patrulea și ultimul roman al autoarei, este și cel mai lung⁠(d), fiind considerat opera de căpătâi a ei în domeniul ficțiunii. Revolta lui Atlas include elemente de science-fiction, mister și romantism, și conține cel mai extins enunț al obiectivismului de către Rand în oricare din operele sale de ficțiune.
Cartea descrie o versiune distopică a Statelor Unite ale Americii, în care întreprinderile private suferă de pe urma unor reglementări și legi din ce în ce mai împovărătoare. Directorul feroviar Dagny Taggart și iubitul ei, magnatulul oțelului Hank Rearden, luptă împotriva jefuitorilor care doresc să le exploateze productivitatea, inclusiv fratele lui Dagny și soția lui Hank. Pe măsură ce Dagny și Hank luptă cu eforturile jefuitorilor de a le controla operațiunile afacerii și de a le confisca producția, realizează că un personaj misterios numit John Galt  îi convige pe alți lideri din afaceri să renunțe la companiile lor și să dispară. În timp ce investighează un ciudat motor electric găsit într-o fabrică distrusă, Dagny găsește o vale ferită unde se ascundeau Galt și oamenii de afaceri dispăruți. Galt conducea o „grevă” a persoanelor productive împotriva jefuitorilor. Greva escaladează atunci când Galt își anunță ideile într-o cuvântare la radio, care duce la prăbușirea guvernului. Romanul se încheie cu greviștii punând la cale construcția unei noi societăți capitaliste bazate pe filosofia lui Galt bazată pe rațiune și individualism.
Tema Revoltei lui Atlas, este descrisă de Rand ca „rolul minții omului în existență". Cartea explorează o serie de teme filosofice de la care Rand avea ulterior să pornească în dezvoltarea obiectivismului. În acest sens, ea exprimă o pledoarie pentru rațiune, individualism, capitalism, și descrie ceea ce Rand considera a fi eșecurile constrângerii guvernamentale.
Revolta lui Atlas a fost primit cu critici predominant negative după publicarea în 1957, dar a căpătat o popularitate de durată și vânzări consistente în următoarele decenii.